# Ness (fiume)
Il Ness (in lingua gaelica scozzese "Abhainn Nis") è un fiume della Scozia che nasce dal 	Loch Dochfour, un piccolo lago collegato al Loch Ness, e sfocia nel mare nei pressi di Inverness e del Moray Firth.

## Sito

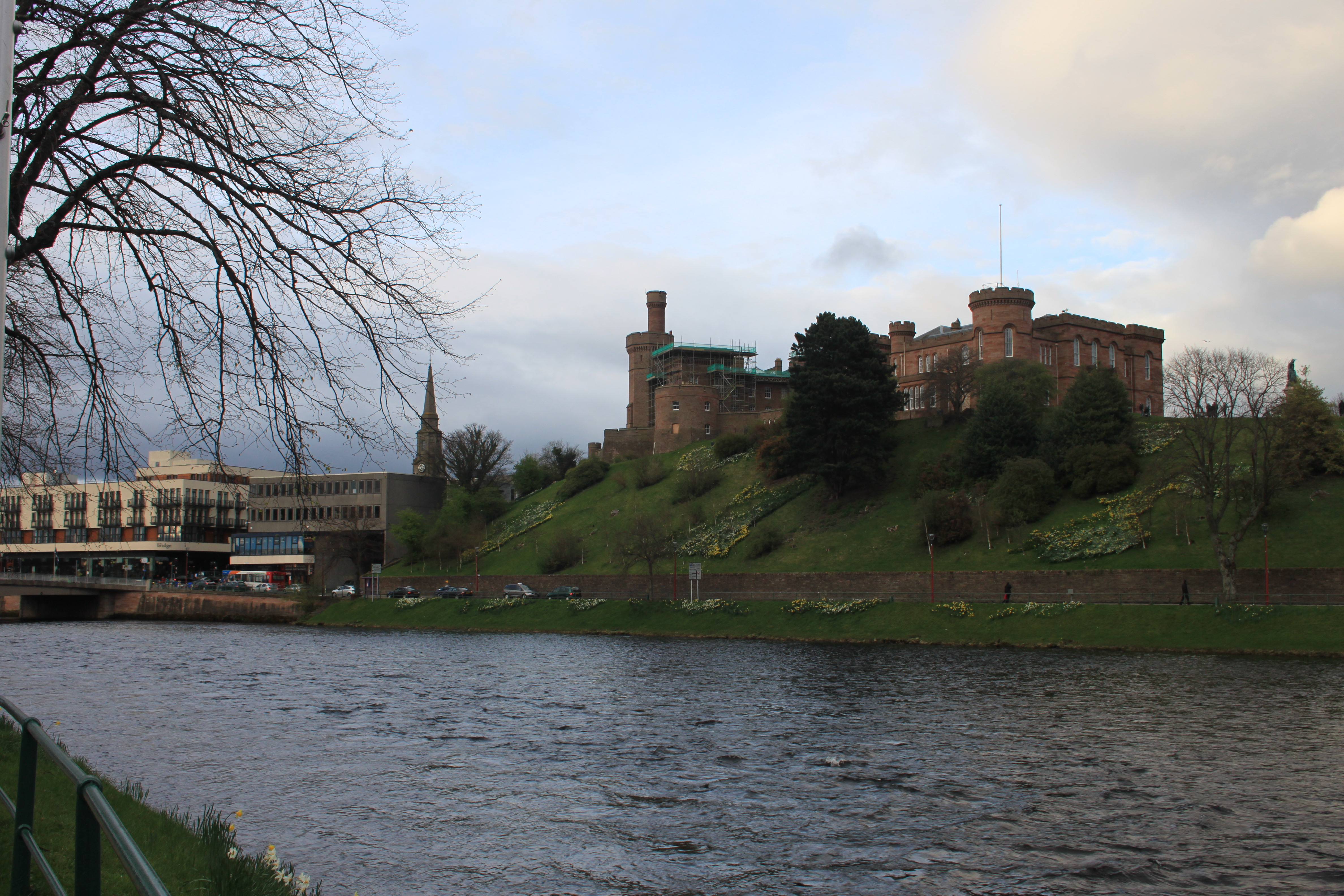
Il castello di Inverness sulla riva del fiume

Nella sua parte terminale il fiume scorre attraverso la città di Inverness e lambisce la base della collina sulla quale si erge il Castello di Inverness. Lungo il fiume vi è il Teatro Eden Court, uno dei più grandi teatri della Scozia e la Cattedrale di San Andrews. Nel tratto cittadino è attraversato da diversi ponti che collegano le due parti della città che il fiume divide. Fra gli altri spicca il Greig Street Bridge, ponte sospeso realizzato nel 1881. A monte del centro di Inverness si trovano le isole Ness che sono molto popolari per passeggiate nella natura e possiedono una notevole varietà di vegetazione. Lungo le rive cittadine i pescatori pescano il salmone. Spesso si possono vedere le foche nuotare così come gli aironi, balestrucci e gabbiani che si immergono nelle sue acque. Lungo le rive del fiume esistono lunghi filari di alberi di tiglio. Il porto di Inverness è situato alla foce del fiume Ness, dove c'è anche una recente costruzione che offre ormeggio a yacht privati e altre imbarcazioni.
Il primo avvistamento registrato del mostro di Loch Ness avvenne nel fiume Ness nel 565.